# Vis à vis
Pour les articles homonymes, voir Vis-à-vis.
Vis à vis est un magazine consacré à la photographie contemporaine.